# Станция Кармель
Район «Станция Кармель» (ивр. תחנת הכרמל‎, араб. المحت‎) — небольшой микрорайон Хайфы, входящий в район «Западная Хайфа». В античный период район являлся ядром города Хайфы. Расположен к востоку от микрорайона Бат-Галим. Ограничен треугольником улиц Яффо (ивр. דרך יפו‎), Военно-морская (ивр. חיל הים‎) и портом Хайфы. Разделён прибрежной линией железной дороги.

## Хайфа аль-Атика

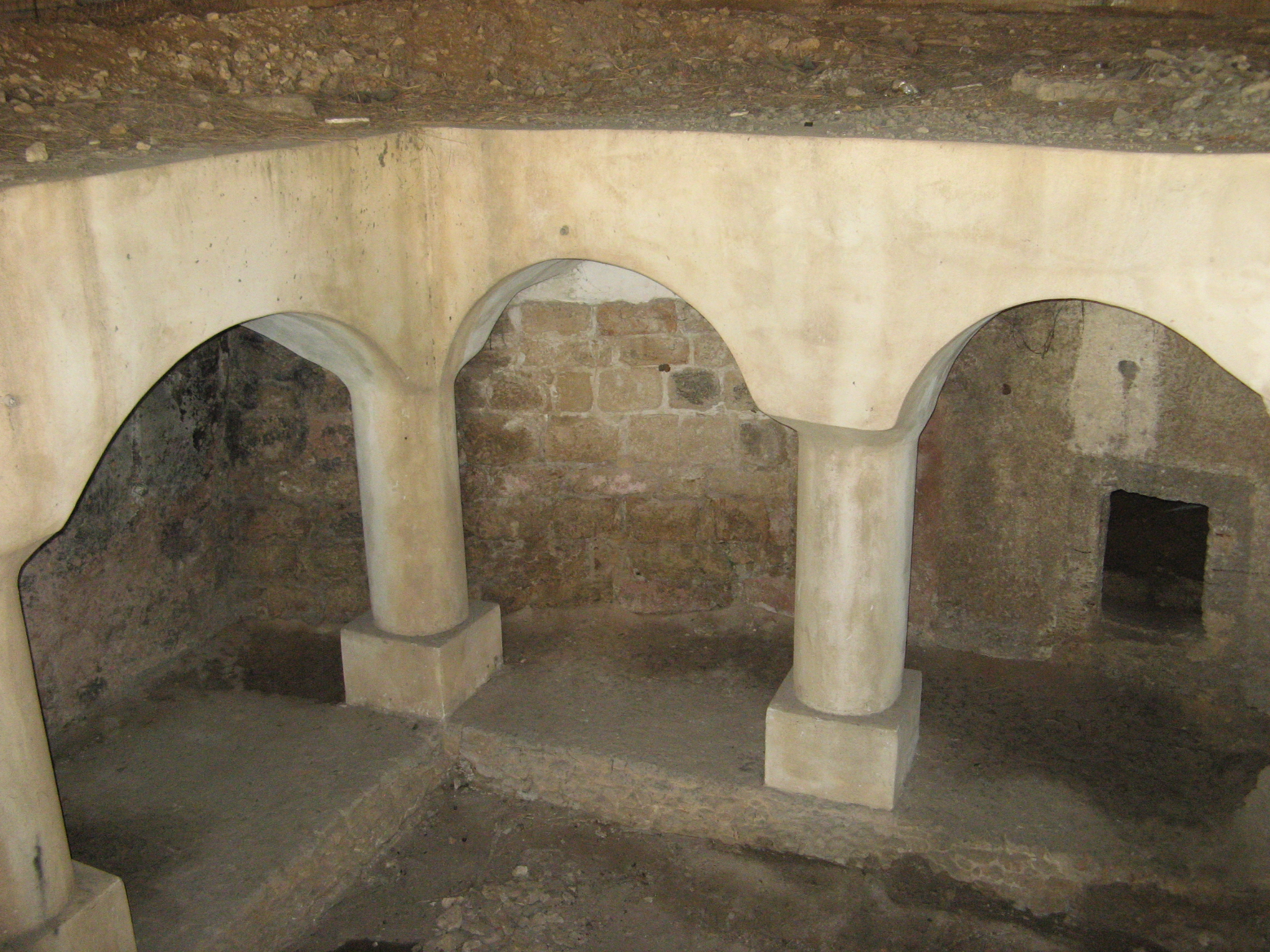
Древняя система гробниц

Место, где существовал первоначальный город Хайфа, известное как Хайфа аль-Атика (араб. «Старая Хайфа»), расположено к югу от того места, где сейчас стоит больница Рамбам (в той части где находится «Тихий пляж» ивр. החוף השקט‎) и до окрестностей микрорайона «станции Кармель» (Альмахта).
Начало заселения в этом месте приходится на Персидский период в Земле Израиля. От Хайфы аль-Атики сохранилась разветвленная система скальных гробниц римского и византийского периодов на Земле Израиля, расположенная недалеко от железной дороги. В 2006—2008 годах в районе были проведены спасательные раскопки, в результате которых был обнаружен мозаичный пол византийского периода.
Когда Дахер аль-Омар прибыл в Хайфу в середине XVIII века, он решил, что защита данного места проблематична, поэтому приказал разрушить все дома и основать город примерно в 3 км к востоку, на том месте, где сегодня находится район Нижний город, а именно Парижская площадь и правительственный квартал. Рядом с Хайфой аль-Атика был небольшой рыбацкий порт, который также был разрушен аль-Омаром, новый порт был построен в новом районе.
Погребальные пещеры находятся в подземном дворе, окруженном колоннами. Позднее система была преобразована в цистерну, и для этого стены были оштукатурены.
В течение мандатного периода часть железной дороги была проложена над системой погребальных захоронений, не разрушив её.
Частично объект был разрушен в начале 1950-х годов в рамках строительных и ремонтных работ, после чего Управление древностей провело работы по консервации. В 2020-е получила развитие новая традиция, отождествляющая систему погребения с гробницей Рамбана.
Два здания (церковь Святого Гавриила и каменный дом арабской семьи Бутаджи) подлежат консервации, другие сохранившиеся здания подлежат сносу.

## Станция Кармель
Микрорайон «Станция Кармель» был основан в начале XX века, как бедный район, населенный арабами, недалеко от железной дороги, как продолжение соседнего района «Хайфа аль-Атика». Микрорайону было присвоено название станции, которая действовала здесь около 15 лет (до постройки вокзала Хайфа— Мерказ ха-Шмона в 1937 году). Железнодорожная станция была создана в 1920-х годах во времена Британского мандата в рамках проекта строительства прибрежной железной дороги Хайфа-Восточная— Цомет Ремез (к западу от Пардес-Хана-Каркур).
В конце Войны за независимость территория района, включая территорию «Хайфа аль-Атика», была заселена нелегальными репатриантами, которые жили в заброшенных арабских домах, большинство из которых находилось в плохом состоянии. Дома находились в ведении государственной жилищной компании " Амидар ". Несколько сотен семей жили без инфраструктуры водоснабжения, электричества и канализации. Кроме того, дома пострадали от затопления. Ещё одной проблемой был переход через железную дорогу, несколько жителей погибло.
В 1960-х годах здесь проживали сотни семей, при том, что некоторым зданиям угрожала опасность обрушения. Однако в конце XX века район почти полностью опустел, осталось лишь несколько жилых домов.

## Кладбищенский комплекс
Комплекс кладбищ вдоль западной части улицы Яффо включает в себя кладбища разных периодов истории Хайфы.
Комплекс, большая часть которого расположена на северной стороне улицы Яффо, у западного входа в Нижний город, начинается немного восточнее перекрёстка Дельфин (ивр. צומת דולפין‎) и доходит до Немецкой колонии. Кладбища находятся в непосредственной близости к гробницам «Хайфа аль-Атика». Комплекс включает: британское военное кладбище, кладбище темплеров и старое еврейское кладбище.

### Кладбище темплеров

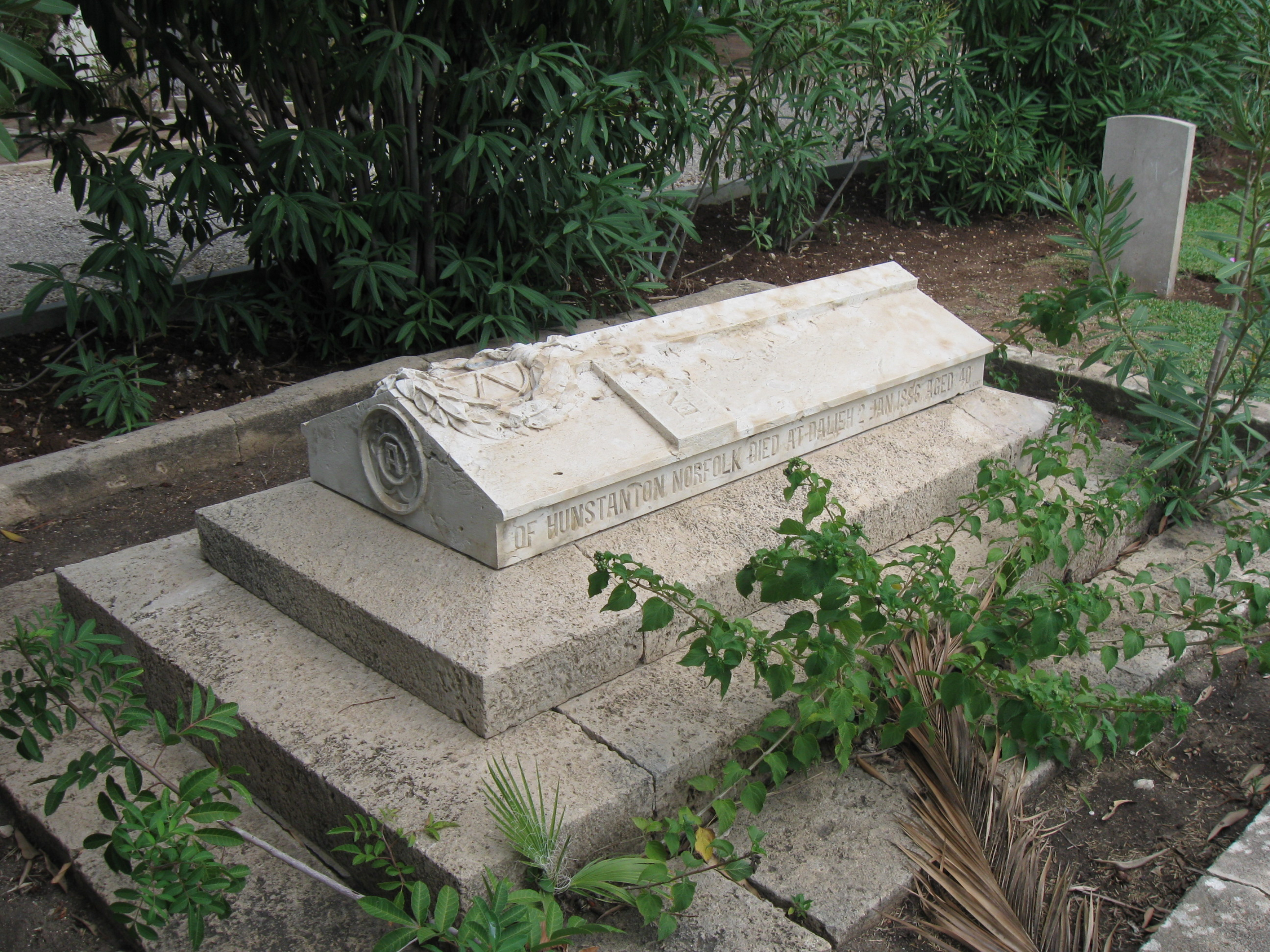
Могила Алисы Олифант

На этом кладбище (Templerfriedhof) в основном хоронили жителей немецкой колонии Хайфы. Кладбище было открыто в 1875 году (на входной табличке другая дата), а до его открытия хоронили на кладбище близлежащей церкви Архангела Гавриила (у железнодорожных путей).
На это место был перенесен памятник, увековечивающий раннее движение темплеров в долине.
На кладбище покоятся ключевые фигуры из жизни немецкой колонии, такие как Георг Хердег, Яков Шумахер, его сын, доктор Готлиб и его жена Мария (урожденная Ланге), Фриц Келлер («Король Кармель») Унгер и многие другие. Некоторые из основателей колонии, такие как Кристоф Хоффман, уехавший в Яффо, здесь не похоронены.
Также здесь похоронены ряд людей, которые были связаны с колонией, но не с темплерами, в том числе жена Лоуренса Олифанта Алиса (скончавшаяся у себя дома в Далият эль-Кармель) . Её могила являлась символической границей между могилами темплеров и могилами британцев .
В центре кладбища находится обелиск, немецких жертв (жителей колонии, но не только) Первой мировой войны. В центре обелиска немецкий крест с буквой W, обозначающий кайзера Вильгельма, а под ним надпись: «IHREN IM WELTKRIEG 1914—1918 GEFALLEN MITBURGERN DIE DEUTSCHE KOLONIE HAIFA».
Кладбище зарегистрировано на имя темплеров и находится на их содержании. Ему были переданы и надгробия темплеров из Вифлеема Галилейского.

### Кладбище британских мучеников войны
Кладбище британских солдат, павших в Хайфе во время Первой мировой войны, было создано и поддерживается Комиссией Содружества по военным захоронениям и разделено в соответствии с религией.

### Англиканское кладбище

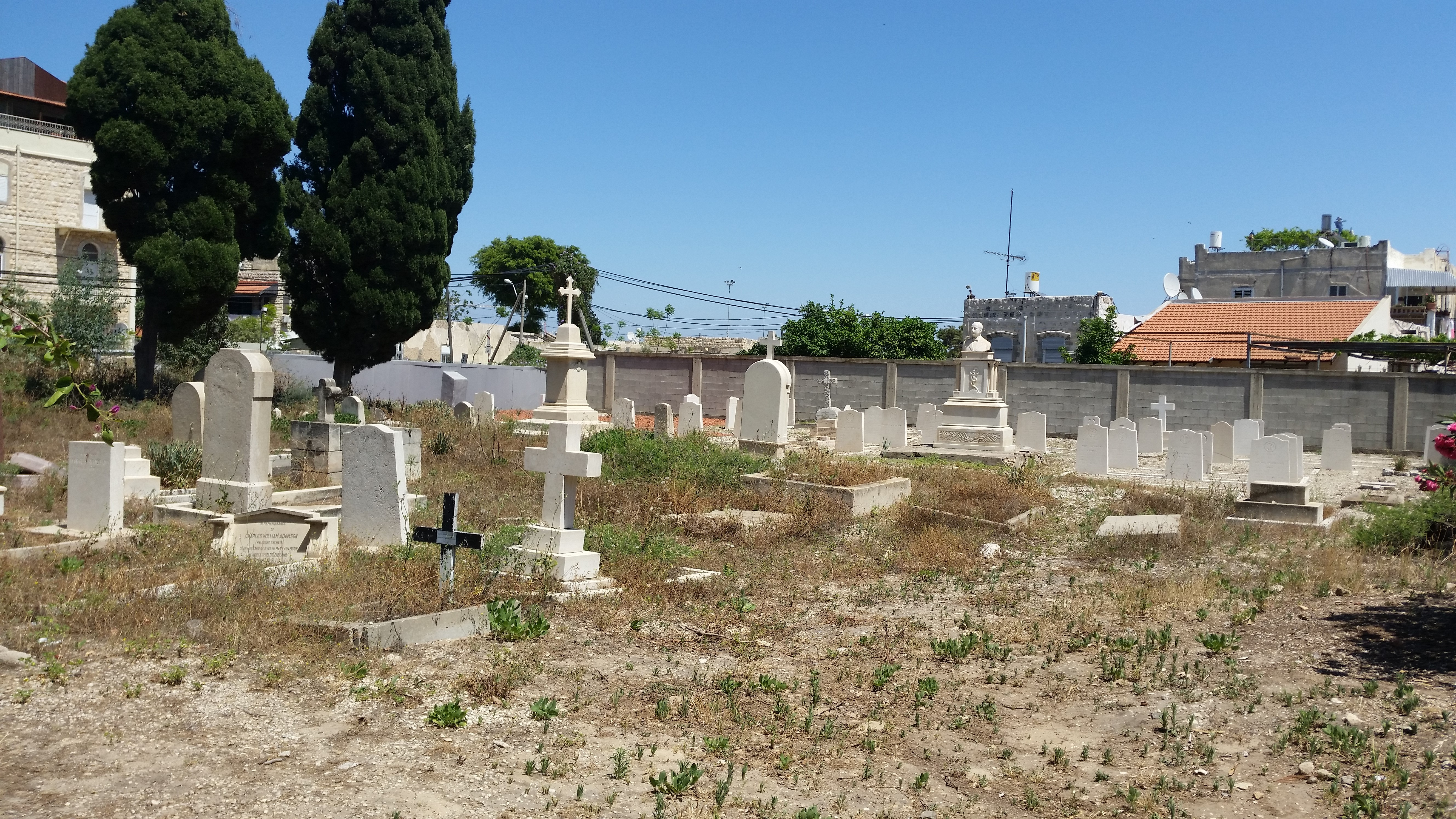
Общий вид англиканского кладбища в Хайфе.

Здесь похоронены британские граждане, правительственные чиновники и полицейские Среди известных можно выделить следующие:
- Доктор Зуров[15].
- Сэр Артур Даунс и его жена леди Флоренс Даунс. Артур Даунс был офицером Британского медицинского корпуса и обладателем рыцарского звания за исследования в области медицины. Его жена Флоренс Даунс (Чепмен) была невесткой Эдмунда Алленби. Пара поселилась в Хайфе после окончания службы Артура в качестве военного врача. Артур и Флоренс умерли в 1938 и 1941 годах соответственно и были похоронены рядом друг с другом [19] [20].
- Джордж Сайкс — директор Департамента железнодорожного сообщения в Земле Израиля. Первый, кого убили во время беспорядков 1929 года в Хайфе.
- Доктор Фредерик Роланд Стаддерт Шоу — был офицером Британского медицинского корпуса. [21].
- Уолтер Сидней Шилитер Моффатт (Walter Sydney Shiliter Moffatt) — офицер по регулированию водных ресурсов и исполняющий обязанности помощника губернатора провинции Дженин. Он был убит в 1938 году во время арабского восстания в своем офисе[16].
- Джон Эскдейл Литтл (John Eskdale Little) — бухгалтер и руководитель Иракской нефтяной компании, погиб вместе с Нахумом Пеппером при крушении самолёта компании в Афуле в 1936 году[17].
- Уильям Фредерик Синклер (William Frederick Sinclair) — начальник окружной полиции Хайфы (умер в 1927 году)[18].

### Старое еврейское кладбище

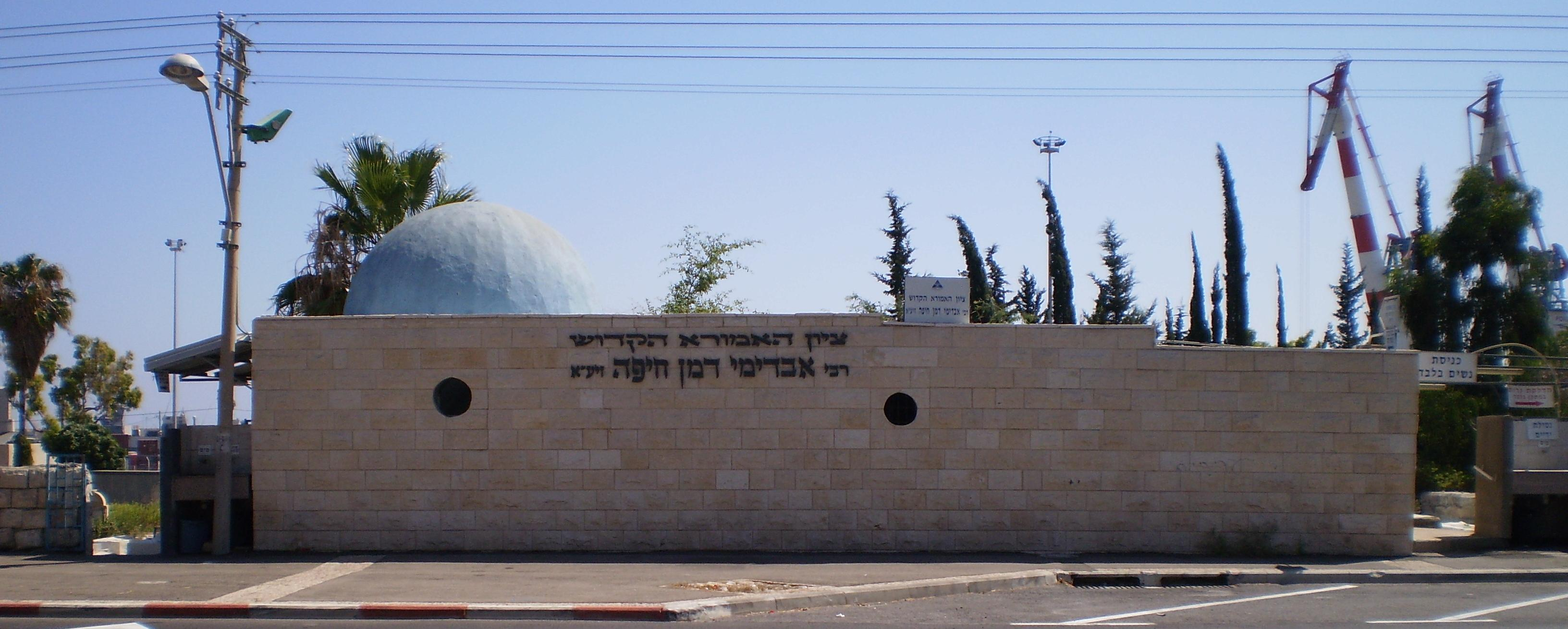
Обозначение могилы раввина Абдими Дамана Хайфы

На этом кладбище похоронены евреи древнего города, упомянутые в Мишне и Талмуде, в том числе знаменитый амора раввин Абдими Дмин Хайфа (гробница которого привлекает множество верующих), а также евреи из более ранних поколений. В период с 1860 по 1935 год считалось главным еврейским кладбищем Хайфы. В 2010 году началась реконструкция кладбища, которое многие годы находилось в запущенном состоянии .

## Для дальнейшего чтения
- ש' יענקלביץ, חיפה העתיקה, חדשות ארכאולוגיות, 1993, צט: 15-14